# Paul Moer
Paul Moer (eigentlich Paul Moerschbacher, * 22. Juli 1916 in Meadville, Pennsylvania; † 9. Juni 2010) war ein US-amerikanischer Pianist des Modern Jazz.
Zu Beginn seiner Karriere spielte Paul Moer bei Benny Carter und 1953 bei Vido Musso, 1954 bei Zoot Sims und Stan Getz, 1955 bei Jerry Gray und Bill Holman. Danach arbeitete er mit Bob Gordon, Paul Horn, Jack Montrose und Shorty Rogers und weiteren Formationen des West Coast Jazz zusammen. So war er Mitglied des West Coast All Star Ninets von John Graas. 1961 hatte er ein eigenes Trio, mit dem er live in San Francisco ein Album aufnahm. 1991 spielte er erneut mit einem Trio und nahm das Album Plays The Music of Elmo Hope auf.

## Auswahldiskographie
Als Leader
- Paul Moer Trio Live at the Pour House (Fresh Sound, 1961) mit Jimmy Bond (b), Maurice Miller (dr)
- Plays The Music of Elmo Hope (Fresh Sound Records, 1991) mit John Heard (b), Lawrence Marable (dr)

Als Sideman
- Bob Gordon: Bob Gordon memorial (Fresh Sound, 1953–54)
- Jack Montrose Sextet (Pacific Jazz PJ-1208, 1955)
- Paul Horn Quintet: Something Blue (HiFi Jazz/Fresh Sound, 1960)
- Bob Keene Quintet: The Bob Keene Quintet (Del-Fi/Fresh Sound, 1960)
- Dave Pell Octet: A Pell Of A Time (RCA/Fresh Sound, 1957)
- Bill Usselton Sextet: His First Album; Modern Jazz Gallery (Kapp/Fresh Sound, 1956)
- West Coast All Star Ninett – Premiere in Jazz (Andex/Fresh Sound, 1958) mit John Graas, Art Pepper, Red Mitchell, Larry Sheldon, Bob Enevoldsen, Larry Bunker